# Škemljevec
Škemljevec je naselje v Občini Metlika.